# Melong
Melong – miasto w Kamerunie, w Regionie Nadmorskim. Liczy około 38,5 tys. mieszkańców.